# George Provis
George Ernest R. Provis (* Oktober bis Dezember 1901 in Devizes, Wiltshire, Vereinigtes Königreich; † 16. Oktober 1989 in Kitsap County, Washington, Vereinigte Staaten) war ein britischer Filmarchitekt der 1930er- bis 1970er-Jahre.

## Leben und Wirken
Der im letzten Quartal des Jahres 1901 in der Grafschaft Wiltshire geborene Provis erhielt eine praktische Ausbildung zum Zimmermann und arbeitete in diesem Beruf auch viele Jahre lang, zuletzt für die British International Pictures in den Elstree Studios. Dort begann er auch seit Mitte der 1930er Jahre als Filmarchitekt zu arbeiten, zunächst für die billig hergestellten, so genannten Quota Quickies. 1946 holte ihn der britische Filmproduzent Sydney Box zu seiner Firma Gainsborough Pictures, wo Provis fortan etwas höher budgetierte Filme in den Hammersmith Studios mit Filmbauten ausgestaltete. 
Unter Provis’ Leitung der Architekturabteilung entstanden, bisweilen nur unter seiner Oberaufsicht (sog. Supervising Art Director), eine Fülle von nicht allzu anspruchsvollen wenngleich beim einfachen Publikum recht beliebten Unterhaltungsfilmen, darunter Krimis, Kostüm- und Abenteuerstoffe, Kriegsfilme, Schnulzen, Horrorfilme sowie Dramen und Melodramen. Nach über einhundert Filmen zog sich George Provis mit 75 Jahren aus dem Filmgeschäft zurück und verließ nach dem Tod seiner Ehefrau Hilda (1901–1982) die britische Heimat. Er übersiedelte zu seiner Tochter Pam im Bundesstaat Washington im äußersten Nordwesten der Vereinigten Staaten und verbrachte dort seinen Lebensabend.

## Filmografie
- 1936: The Man Behind the Mask
- 1936: One Good Turn
- 1937: Cotton Queen
- 1937: Sing as You Sing
- 1942: Much Too Shy
- 1942: Get Cracking
- 1943: Rhythm Serenade
- 1944: Bell-Bottom George
- 1945: He Snoops to Conquer
- 1946: George in Civvy Street
- 1946: Viel Vergnügen (Holiday Camp)
- 1947: Die Brüder (The Brothers)
- 1947: Der perfekte Mörder (Dear Murderer)
- 1947: Zigeunerblut (Jassy)
- 1947: Kampf um Jimmy (When the Bough Breaks)
- 1947: Sieg und Platz (The Calendar)
- 1948: Tanz in den Abgrund  (Good Time Girl)
- 1948: Quartett (Quartet)
- 1948: Vom sündigen Poeten (The Bad Lord Byron)
- 1949: Wenn Frauen träumen (Once Upon a Dream)
- 1949: Columbus (Christopher Columbus)
- 1949: Männer, Mädchen, Diamanten (Diamond City)
- 1949: The Lost People
- 1950: Paris um Mitternacht (So Long at the Fair)
- 1950: Traveller’s Joy
- 1951: Die selige Edwina Black (The Late Edwina Black)
- 1951: Madame Louise
- 1951: Appointment With Venus
- 1952: Venetian Bird
- 1953: Endstation Harem (You Know What Sailors Are)
- 1953: Ins Paradies verdammt (The Beachcomber)
- 1954: Das Millionenbaby (To Dorothy a Son)
- 1954: X-Boote greifen an (Above Us the Waves)
- 1956: Kronzeuge gesucht (Eyewitness)
- 1956: Das schwarze Zelt (The Black Tent)
- 1956: Der Mann aus der Fremde (The Passionate Stranger)
- 1957: Esther Costello (The Story of Esther Costello)
- 1957: The Truth About Women
- 1958: U-Bahn in den Himmel (Subway in the Sky)
- 1958: Noch mehr Ärger in der Navy (Further Up the Creek)
- 1958: Rhapsodie in Blei (The Treasure of San Teresa)
- 1959: Dicke Luft und heiße Liebe (SOS Pacific)
- 1960: Der Marder von London (Never Let Go)
- 1960: Offbeat
- 1961: Versuchung auf der Schulbank (Spare the Rod)
- 1961: Die Dirne Jo (The Painted Smile)
- 1962: Serena
- 1962: Tarzan erobert Indien (Tarzan Goes to India)
- 1962: Anonyme Briefe (Night of the Prowler)
- 1963: Gefährliche Stunden in Dartmoor (The Break)
- 1963: Kollege stirbt gleich (A Jolly Bad Fellow)
- 1963: Witchcraft
- 1963: Catacombs – Im Netz des Dunkeln (Catacombs)
- 1964: Erkennen Sie diese Stimme? (Do You Know This Voice?)
- 1964: Night Train to Paris
- 1964: Joey Boy
- 1965: Die Verdammten der Kalahari (Sands of the Kalahari)
- 1965: The Idol
- 1966: Dalek’s Invasion of Earth 2150 A.D.
- 1966: Naked Evil
- 1967: Ein Hornvieh namens Amalie (Calamity the Cow)
- 1968: Hostile Witness – Im Netz gefangen (Hostile Witness)
- 1968: Die Spur führt nach Soho (The File of the Golden Goose)
- 1969: Im Todesgriff der roten Maske (The Oblong Box)
- 1969: Der Todesschrei der Hexe (Cry of the Banshee)
- 1971: Wer hat Tante Ruth angezündet? (Whoever Slew Aunie Roo?)
- 1971: The Fiend
- 1972: Nachts, wenn das Skelett erwacht (The Creeping Flesh)
- 1973: Craze – Dämon des Grauens (Craze)
- 1974: Professor Popper’s Problem
- 1975: The Hostages
- 1976: Blind Man’s Bluff